# Cal Sanyes (Súria)
Cal Sañes és una casa de Súria (Bages) protegida com a Bé Cultural d'Interès Local.

## Descripció
Edifici situat a la cantonada entre els carrers González Solesio i Vilanova. Es tracta d'una construcció de quatre altures i terrat. Destaca la composició simètrica de les obertures en forma d'arc deprimit còncau, les balustrades corregudes del primer i segon pis, el revestiment de la façana en forma de carreus esgrafiats i el treball de les baranes metàl·liques que presenten formes corbes. Del primer pis destaca la tribuna situada en la cantonada. Tota la construcció és coronada per un ràfec amb decoració d'escacs o dentada i amb un terrat tancat per una barana metàl·lica i petites pilastres de fàbrica.

## Història
L'edifici originàriament pertanyia a la família Sañes, nissaga de sastres de la localitat.